# 科爾雷恩
科爾雷恩（英語：Coleraine，/koʊl reɪn/；來自愛爾蘭語 Cúil Rathain，意即：“有蕨類的角落”[kuːlʲ ˈɾˠahɪnʲ]）是北愛爾蘭倫敦德里郡的一個大鎮和地方行政區，位於班恩河畔。在貝爾法斯特西北55英里（89），德里以東30英里（48），有鐵路相連。阿爾斯特大學在此有一個校區。

## 外部連結
- Activ Coleraine – an online guide to Coleraine
- Coleraine Borough Council （页面存档备份，存于）
- Coleraine Community Safety Partnership
- Coleraine Youth Forum
- River Bann, Ireland – Coleraine visitor information